# Владимир Толубко
Владимир Фьодорович Толубко (12/25 ноември 1914, Константиноград, Полтавска губерния, сега град Красноград, Харковска област, Украйна – 17 юни 1989, Москва) е съветски военачалник, главен маршал на артилерията (1983), главнокомандващ Стратегически ракетни сили на СССР, заместник-министър на отбраната на СССР (1972 – 1985), Герой на социалистическия труд (1976). Член на ЦК на КПСС (1976 – 1989). Депутат на Върховния съвет на СССР 8-11-то свикване (1970 – 1989).
По време на Втората световна война е назначен за началник на гарнизона на Варна, като едновременно изпълнява длъжността военен комендант на Варна и областта.